# 前鋒型霰彈槍
前鋒型霰彈槍（英語：Striker Shotgun，又稱：哨兵武器Striker-12、防衛型、防衛鬥牛型、和Cobray／SWD 掃街者）是一系列由南非槍械設計師希爾頓·沃克於1980年代研製，並且由軍售公司、哨兵武器有限公司所生產的防暴控制和及戰鬥用途散彈槍，發射12鉛徑散彈。

## 研製歷史
1980年代初，辛巴威人希爾頓·沃克（Hilton Walker）設計了前鋒型霰彈槍的原型槍。其後沃克離開羅得西亞，帶著他的前鋒型霰彈槍設計圖搬到南非居往以後，繼續完善他的設計，最後成功設計出這種大容量霰彈槍，並命名為“前鋒型”（Striker）。他設計的霰彈槍是成功，在1980年代中期，這種霰彈槍向世界各地如南非、美國和其他一些國家都有出售。
前鋒型霰彈槍的主要優點是弹巢容量大，相當於當時傳統霰彈槍彈容量的兩倍，而且具有速射能力。但即使它在這成功的方面，另一方面卻有著它的明顯缺陷，其旋轉式彈巢型彈鼓的體積也過大，而且裝填速度較慢，一些基本動作並非沒有其一定的缺陷。
1980年代後期，沃克重新設計他的霰彈槍，移除原來以專用發條操作的彈巢旋轉機構，並且增加自動拋殼系統，通過前握把聯動的方式以手動驅動彈巢。這種改進型霰彈槍被稱為“防衛型”（Protecta）。目前防衛型霰彈槍由南非Reutech國防工業生產，並且給南非軍警使用和出口。

## 設計和功能
前鋒型霰彈槍是一枝有獨特之處的霰彈槍，因為其具有12發大容量弹巢和較短的總長度。除了槍管、槍管罩筒和轉輪以钢板衝壓成型製造、彈巢殼以鋁合金沖壓成型製造外，前握把和包括手槍握把在內的整個發射機構都是由工程塑料製成，而頂部的折疊式槍托則是由金屬板製成。最初標準型的槍管長度為305毫米（12英吋），後來根據不同的市場需要，無論前鋒型、防衛型或是其仿製型都有其從177毫米（7英吋，近戰的需求）至762毫米（30英吋），某些地方民用槍支法規的限制）的各式槍管長度型號。
前鋒型霰彈槍的槍機和供彈機構採用了類似左輪手槍類武器的彈巢設計，它使用旋轉式彈巢型彈鼓供彈。由於前鋒型使用了傳統型純雙動操作扳機（DAO）以及一個與手槍相比以下非常巨大和沉重的彈巢，希爾頓·沃克設計了自動旋轉裝置，一個預先繞在轉輪軸上的机械時鐘型卷簧裝置並且安裝在彈巢內部。在彈巢前面有一個上發條的蝴蝶型旋轉手柄，射擊以前先要以手旋轉手柄以旋轉轉輪並且扭緊內置的卷簧（類似上發條）。
射擊時只須扣下扳機，擊鎚會擊發對準槍管的膛室內的散彈。而卡住彈巢的棘爪後縮，彈巢在卷簧的作用以下旋轉1⁄12個圈才再次被棘爪卡住，下一發膛室對準槍管，而剛發射過的膛室會對準裝填／拋殼口。射手只需要連續扣動扳機便可持續射擊，可說是一種利用外能源驅動的半自動霰彈槍。亦由於以卷簧裝置為槍機，所以可以無視彈藥種類，把高膛壓發射的3英寸麥格農散彈和低膛壓發射的23⁄4英寸橡膠子彈一起裝填並且使用。但事實卻證明了，這是以一種緩慢和無效率的方式以重新裝填這武器。所以在設計被修改以後，現在槍管右側裝有一根兼作退殼桿的拉機柄，在發生拋殼故障或需要清空所有膛室時使用這個拉機柄以便退出彈殼。
最初的設計型號被批評發射機制緩慢和繁瑣。每發散彈必須單獨裝填，然後還要使用發條機制使彈鼓旋轉起來。彈殼必須先拉動沿著槍管右側的退殼桿，把彈殼從這唯一一個裝填／拋殼口向後頂出。
最新版本已經移除發條機構，改為把前握把向右轉一下再向後拉一下，以驅動彈巢轉動1⁄12個圈。退殼桿已經被自動拋殼系統取代，發射時的彈殼會在殘餘火藥燃氣的壓力下，將空彈殼自動向後拋出。並將原來退殼桿身的導槽改為裝上一根拉機柄，它會自動地轉動彈鼓。

## 現狀

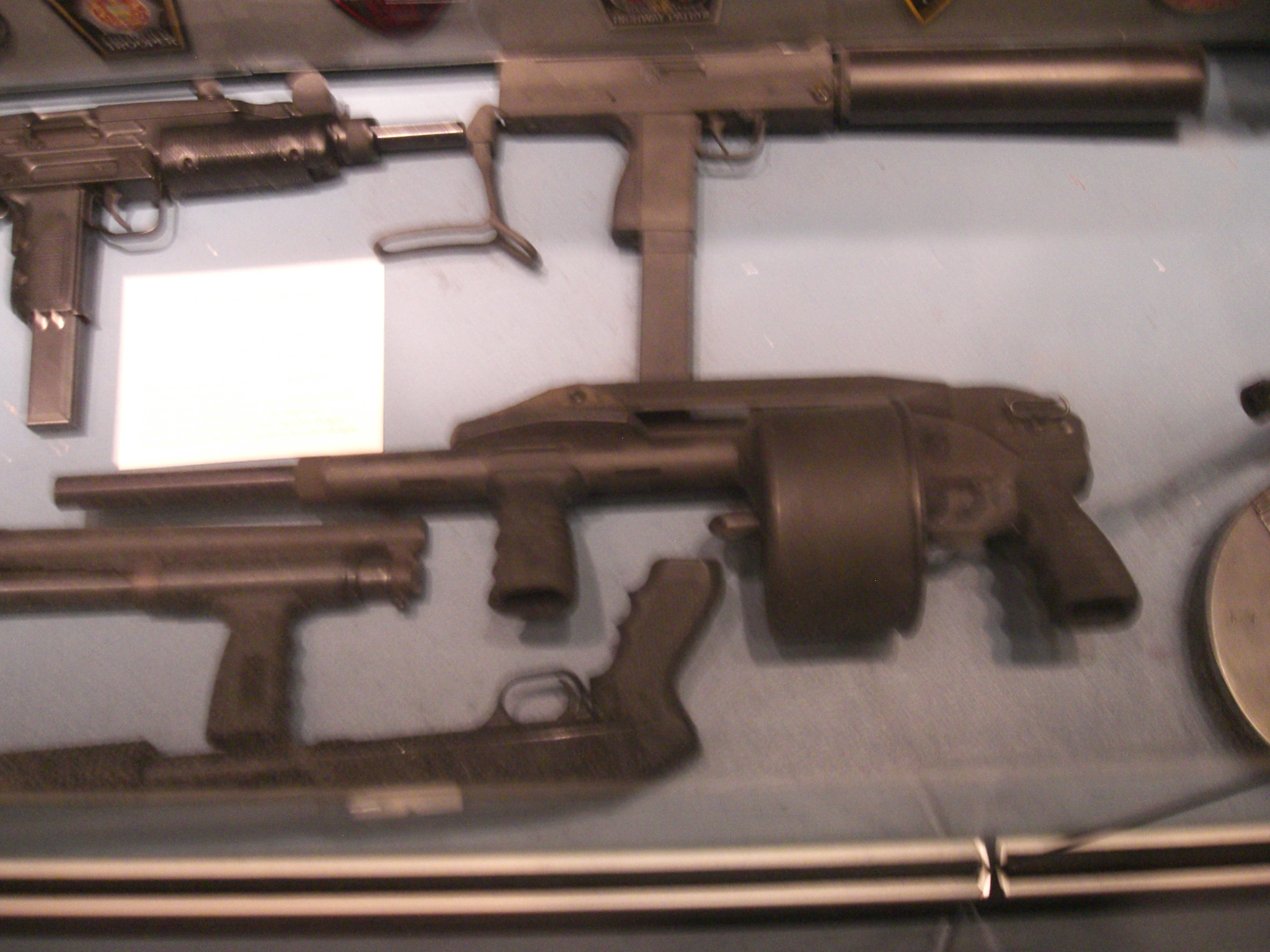
前鋒型霰彈槍。

### 美國的法律地位
前鋒型霰彈槍在美國很難購入，因為根據目前美国司法部轄下的美國菸酒槍炮及爆裂物管理局（英語：Bureau of Alcohol, Tobacco, Firearms and Explosives，簡稱：ATF）的全國槍械法（簡稱：NFA），「並不適合運動的用途」的它已經被歸類為「毀滅性武器」，平民完全不能購買任何前鋒型霰彈槍以及其衍生型。

### 加拿大的法律地位
根據加拿大槍械法（特別是刑法條例）所指，前鋒型霰彈槍是一種已被明文禁止的散彈槍（憑藉參照其設計和產品名稱）。它已被視為「毀滅性武器」的關係，因此完全不能進行購買或合法擁有的。

### 俄羅斯的法律地位
根據俄罗斯聯邦槍械管制法，在俄羅斯的前鋒型霰彈槍及其衍生型必須封閉掉轉輪上的其中兩個膛室，使其容彈量剛好達到法律限制的10發數量，而且也不能向民間出售短槍管型。其餘只需要取得一個“滑膛槍牌”就行（霰彈槍在俄羅斯比較容易獲得，而一個“步枪牌”就需要擁有一枝滑膛槍5年和一張狩獵许可证）。

## 衍生型
- 軍售“前鋒型”（Armsel Striker）：這是希爾頓·沃克的第一個設計，南非生產的原型，這一系列最原始的設計，要注意在霰彈槍發射以前需要用上發條令旋轉式弹巢型彈鼓旋轉。
- 軍售“防衛型”（Armsel Protecta）：軍售前鋒型的改進型號。移除上發條推動的旋轉式彈巢型彈鼓，並且改為手動彈巢，提高武器的可靠性。
- 軍售“防衛鬥牛型”（Armsel Protecta Bulldog）：軍售防衛型的槍管縮至最短和不安裝槍托版本。它旨在於建築物突入和車輛內的任務之中使用。具有容量比一般只能裝填2+1發的削短型泵動式霰彈槍為大的優點。
- 哨兵武器“前鋒型12”（Sentinel Arms Striker-12）：哨兵武器有限公司得到授權在美國市場的合法生產及改進的軍售“前鋒型”仿製型號，有18英寸槍管安裝槍托和7英寸槍管不安裝槍托的型號。
- Cobray／SWD 掃街者（Cobray／SWD Street Sweeper）：軍售前鋒型的一個低端的美國仿製型號，值得注意的是與原型武器系統只有很少共用性的部分，該小公司目前為英格拉姆的生產和銷售商之一。
- Cobray／SWD 居家女性伴侶（Cobray／SWD Ladies Home Companion）：掃街者的縮小口徑版本，扳機組件與.410 bore口徑旋轉式彈巢型彈鼓和槍管部件連接。

## 使用國
- 以色列
  - 以色列國防軍（作防暴用途）
- 北馬其頓
- 南非
  - 南非國防軍
- - 大韓民國空軍
- 中華民國
  - 中華民國警察
- 越南
  - 越南人民軍

## 流行文化
前鋒型霰彈槍系列同時出現在多個电影（尤其是荷里活電影）、電視劇和电脑游戏裡，例如：

### 电影
- 1990年—：以掃街者為藍本，裝上M203的護木、M1919的槍管罩筒、Jackhammer的提把和特製的制退器，由李希特（Richter，邁克爾·艾恩賽德飾演）和火星聯邦殖民地部隊用在火星隧道汽車追逐戰當中。
- 1992年—《辣手神探》：型號為掃街者，由Johnny Wong（黃秋生飾演）用在最後的醫院對決當中。
- 1993年—《雙面女蠍星》：型號為前鋒型，由搶劫藥店的暴徒所使用。
- 1995年—：型號為前鋒型，由主角“流浪樂手”（安東尼奧·班德拉斯飾演）用於電影開頭的酒吧槍戰當中，有着誇張地把敵人打飛的效果。
- 1998年—《酷斯拉》：型號為掃街者，由美軍士兵所使用。
- 1999年—：型號為掃街者，由朱麗葉·達·芬奇／雪茄女（Giulietta da Vinci／Cigar Girl，瑪莉亞·姬仙露達飾演）用在船上最後企圖擺脫占士邦的掙扎，最終被扔棄在船的甲板以上，奇怪地彈鼓前端上發條桿被一個鍵所取代和發射後會造成大規模爆炸。
- 2003年—：型號為掃街者，由一名海地人所使用。
- 2005年—：主角約翰·康斯坦汀（John Constantine）的神聖霰彈槍的原型，整體為十字型並且刻有聖文字，前方有探照燈，也能用於直接毆打。
- 2007年—：型號為掃街者，由詹道·震顫（Jeeves Tremor，凱文·杜蘭）所使用。
- 2009年—：型號為前鋒型，裝上延長槍管和Imatronic LS45雷射瞄準器，由一名尼日利亞叛亂分子所使用。
- 2010年—：型號為防衛型，裝上了制退器、MIL-STD-1913戰術導軌座和M4卡賓槍的可調節伸縮槍托並且由歹徒用以攻擊紫天椒。
- 2010年—：型號為掃街者，由一名民兵組織成員所使用。
- 2014年—：型號為掃街者，由安東的手下（內森·奧尼爾·史密斯飾演）以及俄羅斯黑手党所使用。

### 電視劇
- 1997年—：
  - 2005年2月1日第8季第17集（播出順序為第171集）“決戰（下）”（英語：Reckoning （Part 2）），型號為防衛型，由傑克·奧尼爾（O'Neill，李察·狄恩·安德森飾演）所使用。
  - 2006年1月27日第9季第14集（播出順序為第188集）“據點”（英語：Stronghold），型號為防衛型，由卡梅隆·米切爾（Cameron Mitchell，本·布勞德飾演）所使用。
- 2007年—《火線警告》：2008年7月10日第2季第1集（總集數為第13集）“破門而入”（英語：Breaking and Entering），型號為防衛型，由邁克爾·韋斯特（Michael Westen，飾演）所使用，分別以“四邊形鹿彈”和FRAG-12彈藥摧毀一些電腦主機和炸飛一扇窗戶。

### 電子遊戲
- 2003年—：型號為前鋒型12 7英寸槍管不安裝槍托版本，命名為「前鋒型霰彈槍」，載彈量10發，奇怪地可以將彈鼓拆卸（並且以更換彈鼓的方式重新裝填）和可全自動射擊。
- 2005年—：型號為防衛型，命名為「Striker」，半自動射擊，可向商人購入，最高裝彈數100發，威力和裝彈數都是遊戲中的霰彈槍之冠。
- 2005年—：型號為防衛型，命名為「DAO-12」，載彈量12發，為反坦克兵的解鎖武器。
- 2008年—《戰地之王》
- 2007年—：命名為“消除器”（英語：Eliminator）。
- 2009年—《俠盜獵車手IV：失落與詛咒》：型號為掃街者，命名為「突擊霰彈槍」，使用截短的18英寸的槍管，奇怪的是動作可直接換彈，可全自動射擊，載彈量8發。
- 2009年—：型號為掃街者，命名為「監獄破碎機」，可以購入及升級，最高裝彈數15發。
- 2009年—及重製版：型號為防衛型，裝上了MIL-STD-1913戰術導軌座，命名為「Striker」，載彈量12發（聯機模式時可使用改裝：延長彈匣增至18發），最高攜彈量為60發（戰役模式和聯機模式）。戰役模式及特種作戰模式之中由俄罗斯極端民族主義黨武裝力量、巴西武裝團匪和弗拉基米爾·馬卡洛夫屬下的恐怖份子所使用；聯機模式時於等級34解鎖，並可以使用紅點鏡、消音器、前握把、全金屬披甲彈（英语：Full metal jacket bullet）、EOTECH全息瞄準鏡、延長彈匣。
- 2011年—：以前鋒型為藍本，混合了防衛型的操作模式，裝上了MIL-STD-1913戰術導軌座和機械瞄具，命名為「Striker」，載彈量12發（聯機模式時可使用改裝：延長彈匣增至18發），最高攜彈量為60發（戰役模式和聯機模式）。戰役模式及特種作戰模式之中由俄罗斯極端民族主義黨武裝力量、俄罗斯海军和非洲民兵所使用；聯機模式時於等級48解鎖，並可以使用前握把、消音器、紅點鏡、EOTECH全息瞄準鏡、延長彈匣；生存模式時於等級33解鎖，價格為$4,000。
- 2011年—：型號為掃街者，命名為「DAO-12」，載彈量8發（聯機模式時可使用改裝：擴充彈匣增至12發），初始攜彈量為24發，最高攜彈量為48發（單人模式）和60發（合作模式），預設發射12G鋼矛彈。單人模式之中由俄羅斯軍火商阿米爾·卡法洛夫（Amir Kaffarov）的僱傭兵所使用。聯機模式時於等級38解鎖，為所有兵種通用武器，被歸類為散彈槍，並可以使用反射式瞄準鏡、擴充彈匣、光電瞄準鏡、戰術燈、12G破片彈、ACOG（放大4倍）、雷射瞄準器、重彈頭、紅外線夜視鏡（紅外線放大1倍）、步槍瞄準鏡（放大6倍）、M145（放大3.4倍）、消光器、內紅點瞄準鏡、PKA-S、PSO-1（放大4倍）、PKS-07（放大7倍）、PK-A（放大3.4倍）。
- 2012年—《战争前线》：型號為掃街者，命名為「Cobray Striker」，为医疗兵专用武器，中國大陸伺服器為专家解锁，歐美與俄羅斯伺服器為K點購買，可以改装枪口配件（通用消音器、霰弹枪消音器、霰弹枪制退器）以及瞄准镜（EOTECH 553全息瞄准镜、绿点全息瞄准镜、红点瞄准镜、Aimpoint Comp M4S瞄准镜、Mojji Zero红点瞄准镜）。拥有丛林迷彩涂装、聖誕節專屬塗裝和中國新年塗裝版本，强化威力及射程。
  - 通常版中国大陆服务器的载弹量为8发，欧美与俄罗斯服务器的载弹量为12发；丛林迷彩版本的载弹量则均为12发。
- 2013年—：型號為掃街者，由史賽克的島上的機器人守衛和一部份可控制角色（小丑）所使用。
- 2013年—：资料片「再次進擊」（Second Assault）武器之一。只在聯機模式中登場。型號為掃街者，命名為「DAO-12」（中文版則命名為「DAO-12霰彈槍」），載彈量12發，預設發射12G鹿彈。聯機模式時為所有兵種的解鎖武器包武器之一，於完成小任務「驟停」（獲得霰彈槍勳帶一次和拉起或放下裡海邊境門）以後才能解鎖，被歸類為散彈槍，並可以使用鴨嘴防火帽、反射式、雷射瞄準器、全收束器、ACOG（放大4倍）、防火帽、12G重彈頭、全像、改良收束器、12G鏢彈、M145（放大3.4倍）、制動器、手電筒、12G破片彈以及五件戰鬥包附件（FLIR（紅外線放大2倍）、稜鏡（放大3.4倍）、JGM-4（放大4倍）、土狼、綠點雷射瞄準器、紅外線夜視鏡（紅外線放大1倍）、眼鏡蛇、雷射／燈光組合、PKA-S、PK-A（放大3.4倍）、PSO-1（放大4倍）、戰術燈、三光束雷射、HD-33當中之五）。
- 2013年—：最早於韓國版2013年9月12日時推出。型號為哨兵武器前鋒型12，在遊戲中使用啞黑色槍身、發射12鉛徑霰彈，載彈量10發，命名為「Armsel Striker-12」。中國大陸版於2015年3月25日時推出。
- 2013年—：命名為「Street Sweaper」。
- 2013年 —《俠盜列車手Online》：新增DLC版本，型號為掃街者，命名為「衝鋒霰彈槍」，使用截短的18英寸的槍管，可半自動射擊，載彈量10發。
- 2023年—《生化危機4 重製版》：命名為「打擊者」。

## 資料來源
1. ↑  .   [2012年2月15日]. （原始内容存档于2012年2月15日）.
2. ↑  （英文）—List of Restricted and Prohibited Firearms （页面存档备份，存于）
3. ↑  .   [2012-02-15]. （原始内容存档于2010-09-16）.

## 外部連結
- （英文）—image of the Cobray/SWD Ladies Home Companion （页面存档备份，存于）
- （英文）—Class 3 Weapons: Striker 12 Gauge Shotgun
- （英文）—Modern Firearms—Striker, Streetsweeper and Protecta shotguns （页面存档备份，存于）
- （英文）—Military, Security and Civilian Guns and Equipment—Sentinel Arms  （页面存档备份，存于）
- （简体中文）—D Boy Gun World（槍炮世界）—打击者霰弹枪 （页面存档备份，存于）
- （简体中文）—万花镜—这是80年代最凶残的霰弹枪！连射12枪敌人秒变筛子！